# Кавказская исламская армия
«Кавказская исламская армия», или «Армия Ислама» (азерб. Qafqaz İslam Ordusu; тур. Kafkas İslâm Ordusu) — турецко-азербайджанское военное формирование, активное в последние месяцы Первой мировой войны. Это соединение было сформировано в Азербайджане в мае—июне 1918 года (согласно договору о дружбе подписанному между Азербайджанской Демократической Республикой (АДР) и Османской Империей в июне 1918 года, по которому Османская империя обязывалась оказывать помощь вооружённой силой правительству Азербайджанской Республики «для обеспечения порядка и безопасности в стране»).

## Численность войск
Кавказская исламская армия включала семитысячный корпус азербайджанских и других кавказских иррегулярных частей и пятитысячный корпус османских регулярных войск под командованием Нури-паши.
Численность:
- азербайджанцы: 11 000 + 3000 человек из числа Маштагинского батальона самообороны
- турки: 4000

По свидетельству командующего Кавказской исламской армией Нури-паши, численность вооружённых сил АДР была крайне невелика, причём офицеров было больше, чем рядовых. По его словам, Мусульманский корпус насчитывал всего 1000 человек, причём половину из них составляли бывшие турецкие военнопленные.
По данным Е. Ф. Лудшувейта, вооружённые силы АДР на конец мая 1918 года состояли из Татарского и Шекинского конных полков неполного состава, двух стрелковых рот (600 штыков), частично из бывших турецких военнопленных, и 250 офицеров, предназначавшихся в качестве командного состава для будущих азербайджанских формирований. Кроме того, имелось шесть горных 76-мм орудий и одна четырёхорудийная полевая батарея.

## История

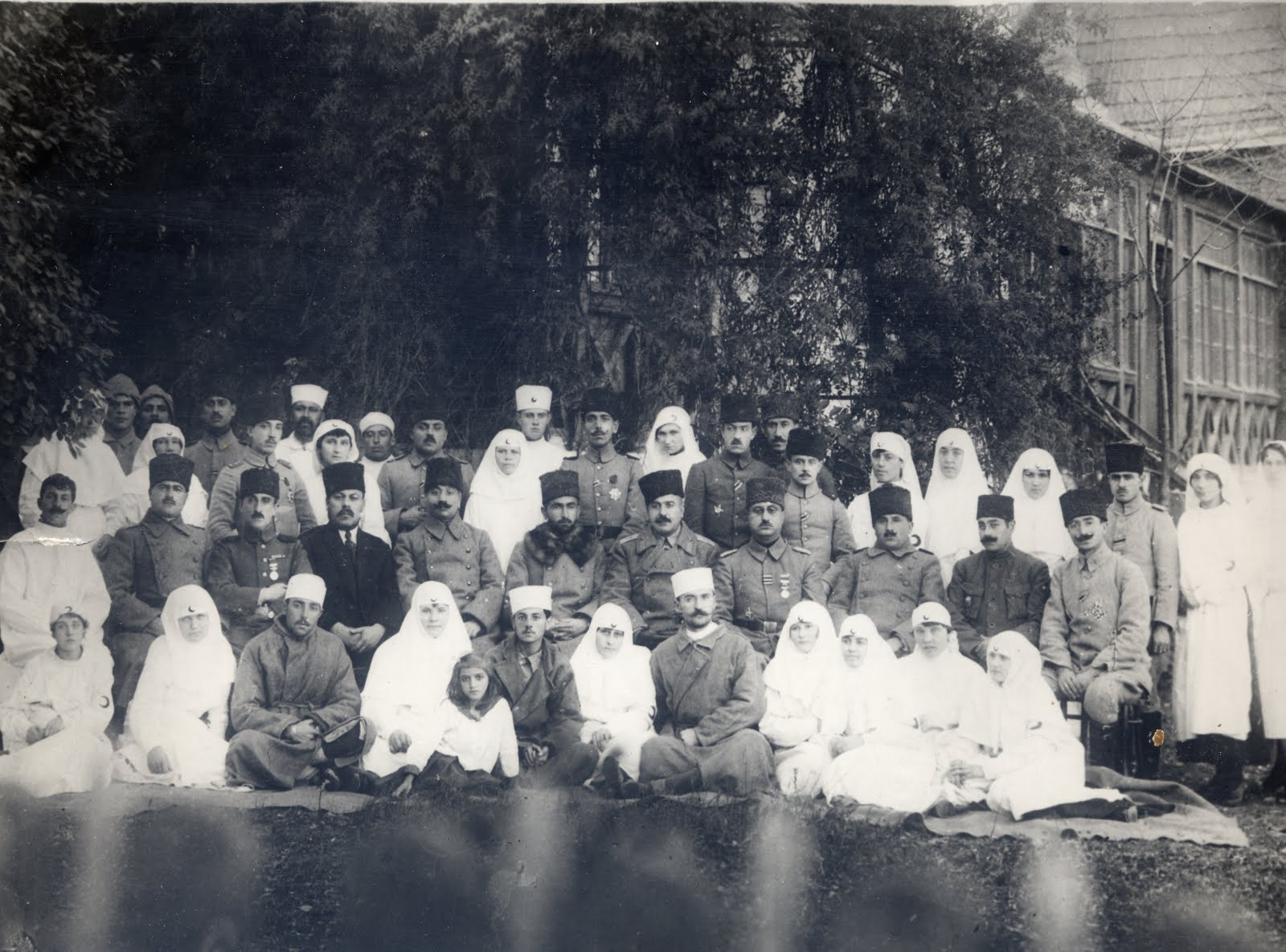
Штабные офицеры Исламской армии и сотрудники Министерства здравоохранения Азербайджанской Демократической Республики в Гяндже

25 мая 1918 года в Гянджу из Евлаха прибыл турецкий военачальник Нури-паша Киллигиль (младший брат Энвер-паши) с группой офицеров (будущим штабом) и приступил к формированию Кавказской исламской армии.
4 июня 1918 года делегация АДР в Батуме подписала договор о дружбе и сотрудничестве с Османской империей, согласно которому Османская империя обязывалась «оказывать помощь вооружённой силой правительству Азербайджанской Республики, буде таковая потребуется для обеспечения порядка и безопасности в стране». Турецкое командование заявило, что «сотни тысяч тюрков и мусульман терпят в Баку и окрестностях кровавое ярмо безжалостных бандитов, так называемых революционеров».
16 июня 1918 года правительство АДР переехало из Тифлиса в Гянджу, а спустя три дня постановлением правительства на территории Азербайджана было введено военное положение. Национальный совет Азербайджана обратился за военной помощью к Турции, которая задействовала в этих целях Кавказскую исламскую армию под командованием Нури-паши, в состав которой вместе с прибывшими 5-й Кавказской и 15-й Чанахгалинской турецкими дивизиями вошёл Мусульманский корпус (с 26 июня Отдельный Азербайджанский корпус), сформированный правительством АДР.
В начале июля начался процесс расформирования Отдельного Азербайджанского корпуса. 13 августа приказом Нури-паши корпус, как самостоятельное соединение, был расформирован.
После трёхдневных боев (в течение 16 — 18 июня 1918 года) у Карамарьяма части Кавказской исламской армии были вынуждены отступить к Геокчаю, потеряв до 1 тыс. человек убитыми и ранеными — турецкое командование не ожидало такого сопротивления и таких потерь. К концу месяца турецкое командование перебросило к Гяндже дополнительно до 15 тыс. аскеров.

Памятник в честь турецких солдат, погибших в боях за Баку, на Аллее шахидов

В боях под Геокчаем 27 июня — 1 июля 1918 года части Кавказской исламской армии разбили 1-й Кавказский корпус Красной армии, части которого отступили под Карамарьям. Инициатива полностью перешла к Кавказской исламской армии. 2 июля советские части оставили Ахсу, 10 июля, после трёхдневных боёв, — Кюрдамир, 14 июля — станцию Керар и продолжали отходить вдоль железной дороги. Протяженность фронта стала стремительно расти, растягивая потрёпанные части бакинской Красной армии. Уже в июле бои шли на трёх направлениях — Шемахинском, Сельдиском и центральном — Кюрдамирском. На левом и правом флангах фронта наступали в основном турецкие части, а в центре к ним была добавлена пятитысячная группировка азербайджанских войск под командованием полковника Генерального штаба Г. Салимова, будущего начальника Главного штаба, а с февраля 1920 года начальника Штаба азербайджанской армии. Измотанные боями красноармейцы не могли долго обороняться и начали отступать по всему фронту вслед за побежавшими дашнакскими отрядами. Линия фронта стала быстро приближаться к Баку.
Наконец, в сентябре 1918 года в сражении за город Баку с объединёнными частями диктатуры Центрокаспия и британских войск, начавшемуся 26 августа, Кавказская исламская армия одержала победу. 15 сентября 1918 года части Кавказской исламской армии вошли в Баку. В плен были взяты 36 офицеров (17 армян, 9 русских и 10 грузин) и 1651 солдат (1151 армян, 383 русских, 4 англичанина и 113 человек других национальностей). Соединения Кавказской исламской армии, в свою очередь, также понесли ощутимые потери. Только одна 15-я пехотная дивизия за два дня боёв 14-15 сентября потеряла убитыми 84 солдата, 347 солдат и 11 офицеров ранеными, 73 без вести пропавшими. Взятие города сопровождалось массовыми убийствами армян, в ответ на массовые убийства мусульман в Баку, совершённые советскими войсками и вооружёнными отрядами армянской партии Дашнакцутюн в марте 1918 года.
16 сентября в предместье города состоялся парад частей 5-й Кавказской и 15-й пехотной дивизий. Парад принимал командующий группой армий «Восток» Халил-паша. Правительство АДР установило контроль над большей частью территории страны. Баку стал столицей республики, и 17 сентября 1918 года в Баку переехало из Гянджи правительство АДР. Кавказская исламская армия начала наступление на север в Дагестан и к ноябрю 1918 года с помощью чеченских и дагестанских отрядов после ожесточённых боёв выбила части Кавказской армии генерал-майора Л. Бичерахова Вре́менного Всеросси́йского прави́тельства из Дербента и Порт-Петровска.
После подписания Мудросского перемирия 9 октября 1918 года, которое завершило участие Турции в Первой мировой войне, Кавказская исламская армия была расформирована. После вывода турецких войск из Азербайджана, находившиеся в составе армии азербайджанские воинские части стали основой вновь формирующихся вооружённых сил АДР.

## Галерея

Предметы, принадлежавшие Кавказской исламской армии, выставленные в Музее истории Азербайджана (Баку)
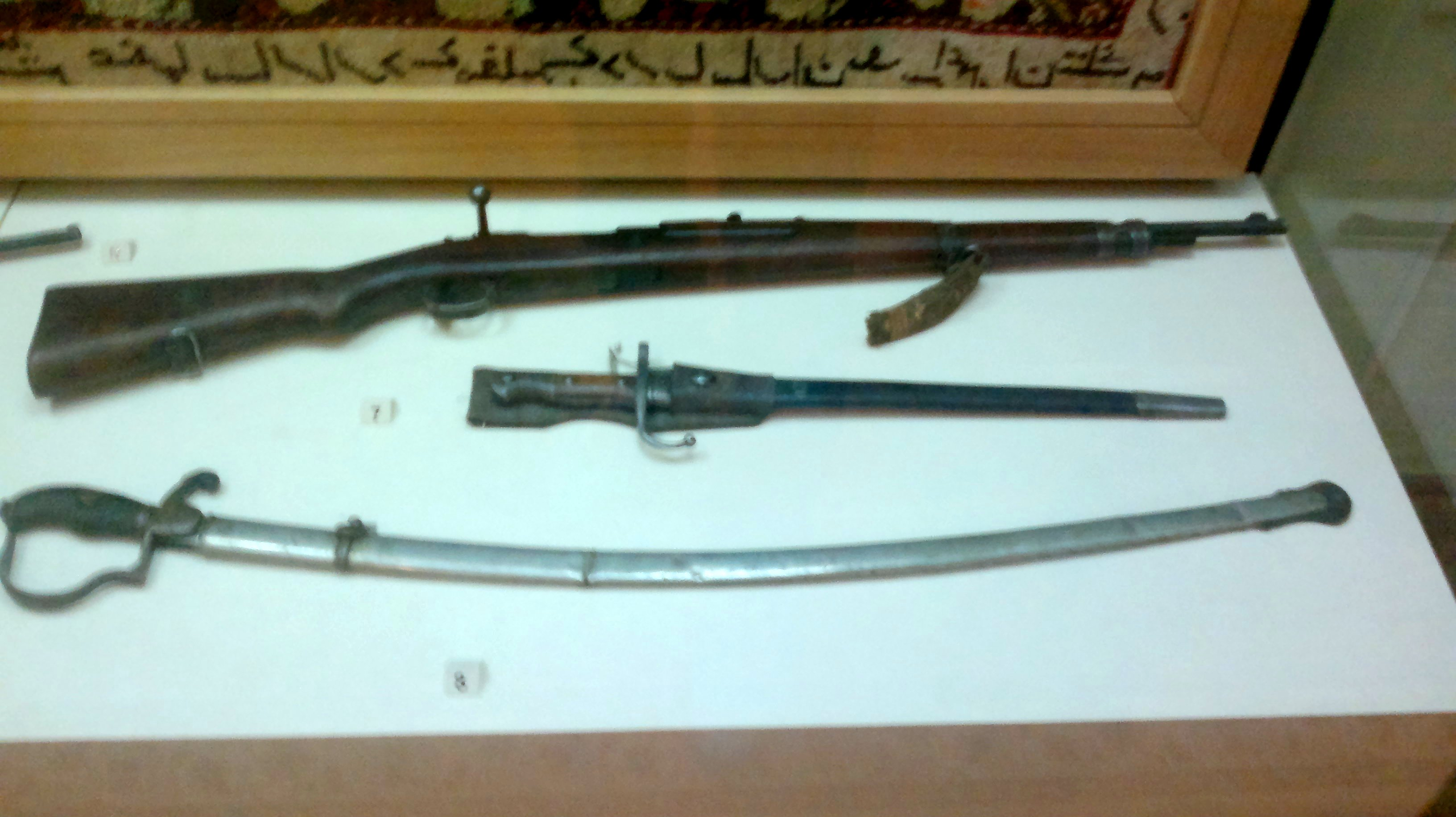
Сабля турецкого кавалериста и винтовка Маузер со штыком, обнаруженные у «Волчьих ворот» в Баку
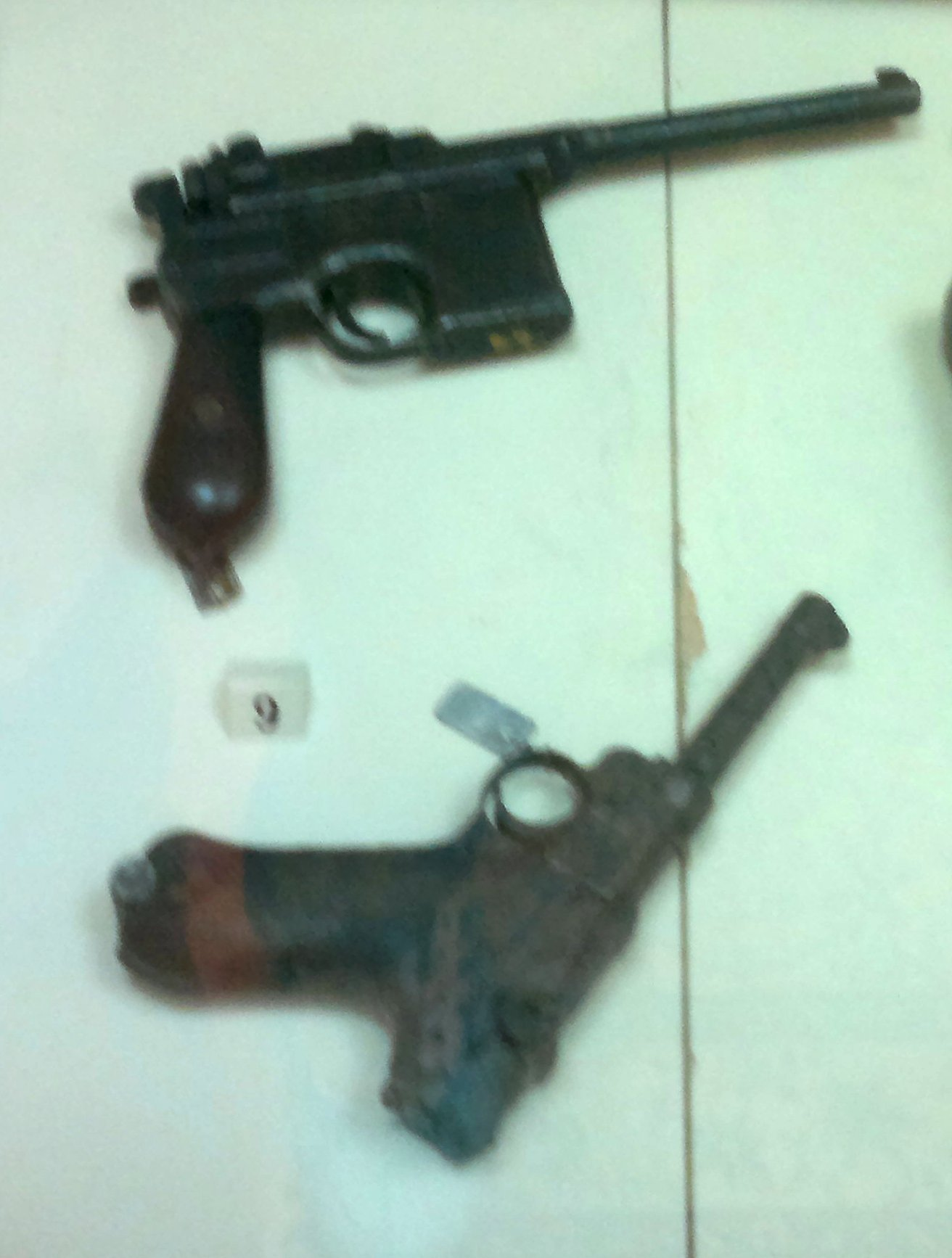
Пистолеты Маузер и Парабеллум
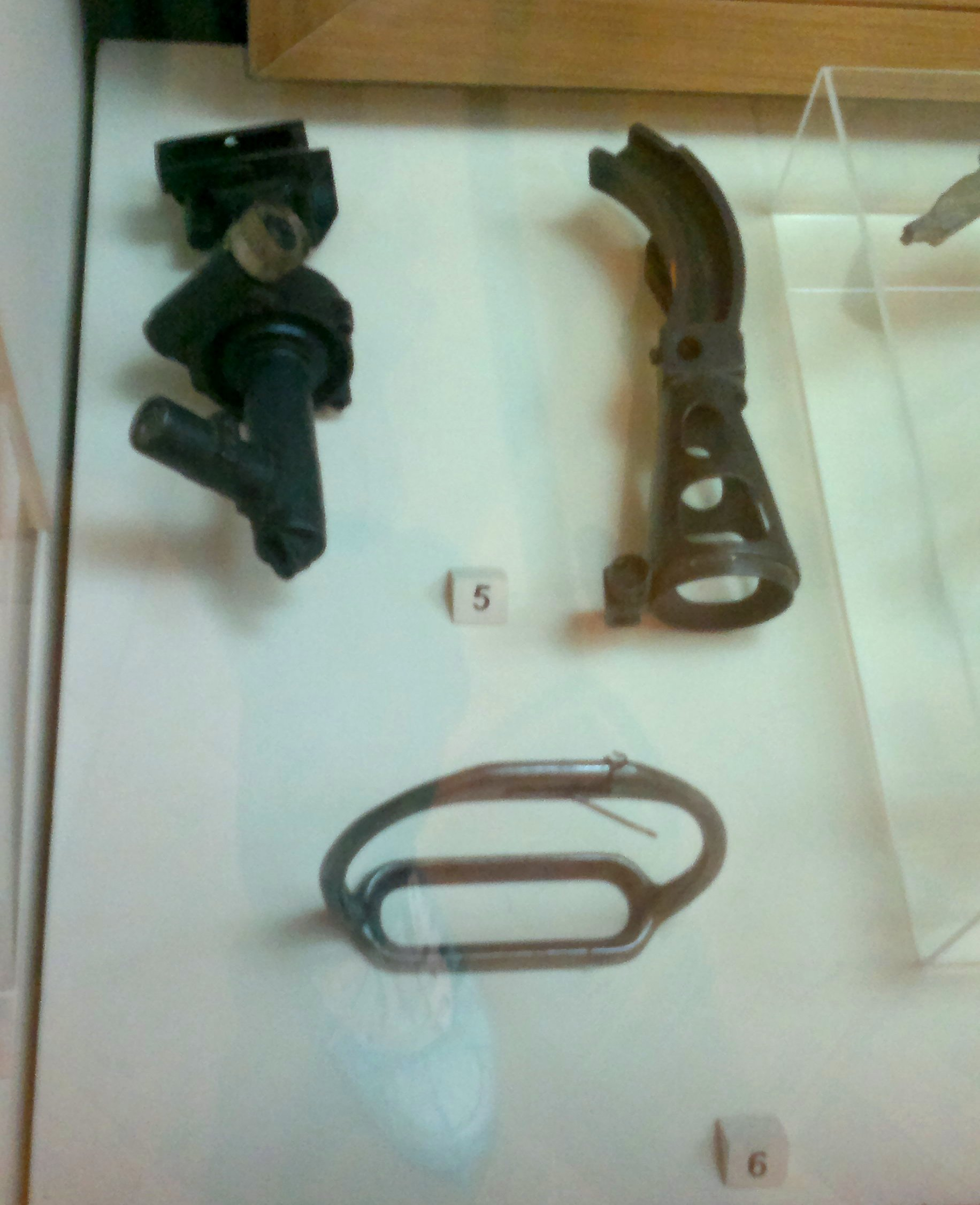
Слева артиллерийская панорама, в центре её гнездо, справа видна часть осколка
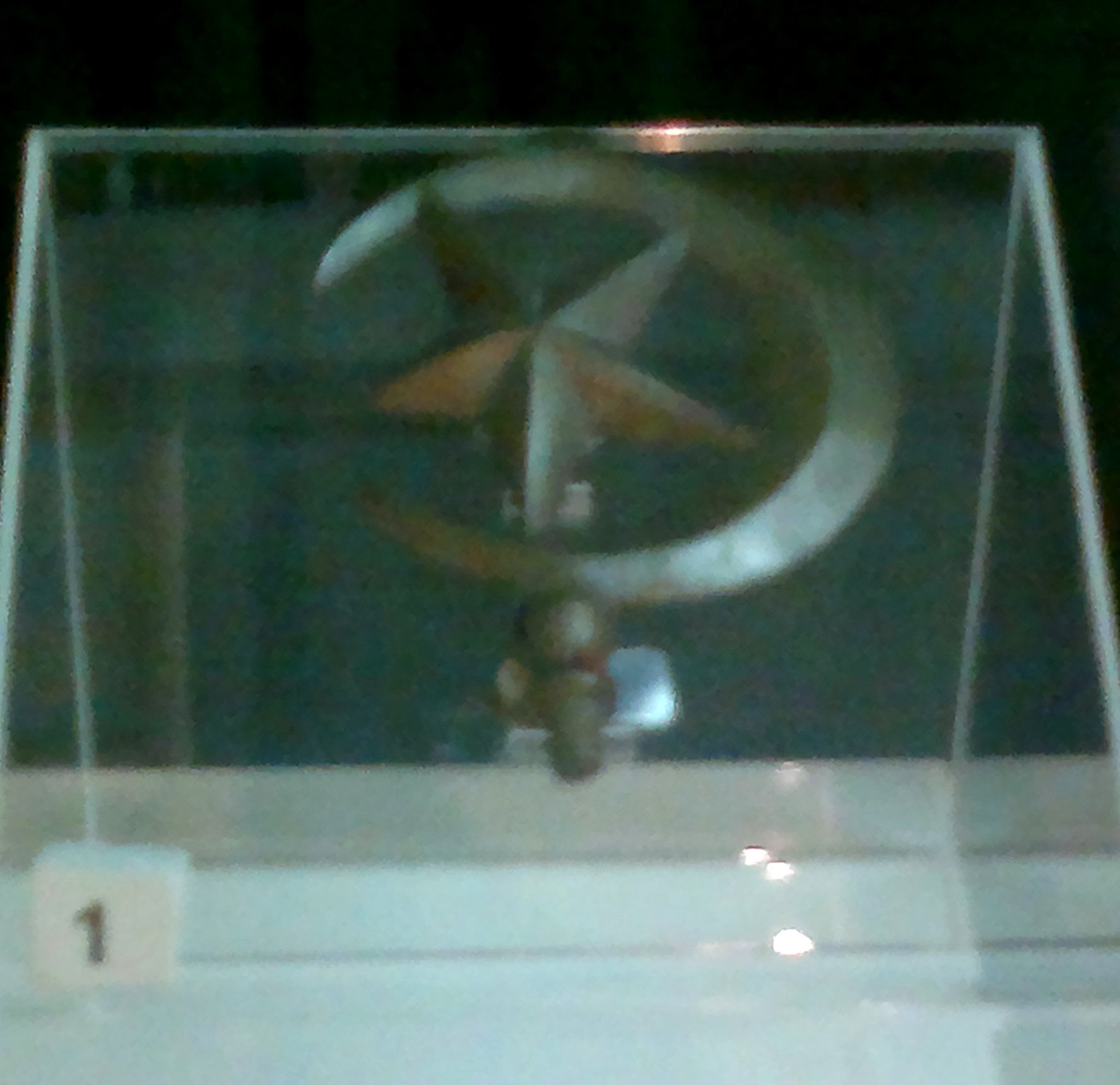
Навершие знамени